# Ле Зуан
Ле Зуа́н (вьет. Lê Duẩn, 7 апреля 1907, провинция Куангчи, французский протекторат Аннам — 10 июля 1986, Ханой) — государственный и политический деятель Социалистической Республики Вьетнам, деятель международного коммунистического движения. Лауреат Международной Ленинской премии «За укрепление мира между народами» (1980).

## Биография
Ле Зуан родился в крестьянской семье в деревне Битьла, община Чьеудонг, уезд Чьеуфонг, провинция Куангчи. Стал одним из основателей Коммунистической партии Индокитая. В 1960—1986 — Генеральный секретарь (первоначально — Первый секретарь) ЦК Компартии Вьетнама.
После его смерти в 1986 году последовали многочисленные обвинения в адрес Ле Зуана за стремление контролировать буквально все сферы общественной жизни вьетнамского общества.
Поддерживал тесные отношения с СССР. Одним из важнейших достижений Ле Зуана является разгром режима Пол Пота в Камбодже, несмотря на давление и последующую вооружённую агрессию со стороны Китая.
Был дважды женат и имел 7 детей (Ле Хан, Ле Тхи Кы, Ле Тует Хонг, Ле Тхи Муой — от первого брака, Ле Ву Ань, Ле Кьен Тхань и Ле Кьен Чунг — от второго).
Дочь Ле Зуана, Ле Ву Ань (Lê Vũ Anh), вопреки воле отца, вышла замуж за советского математика В. П. Маслова, позднее ставшего академиком. Она родила ему двух дочерей и сына, во время родов которого в 1981 году умерла. Под давлением Ле Зуана его внук Антон Маслов был отправлен во Вьетнам, однако впоследствии он вернулся к своему отцу и сёстрам.

## Награды
- орден Ленина (22.01.1982, СССР).
- орден «Хосе Марти» (1983, Куба)[3].
- орден Золотой Звезды (Вьетнам).
- орден Клемента Готвальда (1982, ЧССР).
- Золотая медаль Нации (Лаос).
- Международная Ленинская премия «За укрепление мира между народами» (1980).

## Память
Именем Ле Зуана названа площадь в Москве.

## Сочинения
- Ле Зуан. Избранные статьи и речи (1965—1970 гг.). — М., 1971.